# 1999년 3월
| 1999년: 1월 · 2월 · 3월 · 4월 · 5월 · 6월 · 7월 · 8월 · 9월 · 10월 · 11월 · 12월 |

| <          | 1999년 3월  | 1999년 3월 | 1999년 3월 | 1999년 3월  | 1999년 3월 | >          |
| 일         | 월          | 화         | 수         | 목          | 금         | 토         |
|            | 1 1.14 임자 | 2 15 계축  | 3 16 갑인  | 4 17 을묘   | 5 18 병진  | 6 19 정사  |
| 7 20 무오  | 8 21 기미   | 9 22 경신  | 10 23 신유 | 11 24 임술  | 12 25 계해 | 13 26 갑자 |
| 14 27 을축 | 15 28 병인  | 16 29 정묘 | 17 30 무진 | 18 2.1 기사 | 19 2 경오  | 20 3 신미  |
| 21 4 임신  | 22 5 계유   | 23 6 갑술  | 24 7 을해  | 25 8 병자   | 26 9 정축  | 27 10 무인 |
| 28 11 기묘 | 29 12 경진  | 30 13 신사 | 31 14 임오 |             |            |            |

| 편집하기 |

## 1999년3월 24일
- 코소보 전쟁이 발발했다.

## 1999년3월 12일
- 헝가리와 폴란드가 NATO에 가입했다.